# Miroslav Mareš
Miroslav Mareš (ur. 8 kwietnia 1974 w Brnie) – czeski politolog i prawnik. Specjalizuje się w problematyce polityki bezpieczeństwa.
Redaguje czasopismo „Středoevropské politické studie”.
Jest absolwentem Uniwersytetu Masaryka, gdzie studiował politologię i prawo.

## Publikacje
- Fiala, Petr – Mareš, Miroslav. Programatika politických stran. Politologický časopis, Brno: Mezinárodní politologický ústav Masarykovy univerzity, 1998, 1s. 5-20. ISSN 1211-3247. 1998
- Fiala, P., Mareš, M. (ed.): Křesťanské a konzervativní strany a evropská integrace. Mezinárodní politologický ústav Masarykovy univerzity v Brně, Brno 1999.
- Fiala, P., Holzer, J., Mareš, M., Strmiska, M.: Komunismus v České republice. Mezinárodní politologický ústav Masarykovy univerzity v Brně, Brno 1999
- Dančák B., Mareš M.: Zahraniční politika politických stran v České republice, Maďarsku, Polsku a na Slovensku, Brno : Masarykova univerzita – Vydavatelství, 2001, 121 s. ISBN 80-210-2354-6
- Fiala, P., Mareš, M.: Evropské politické strany. Brno : Masarykova univerzita – Vydavatelství, 2002, 158 s. ISBN 80-210-2741-X
- Mareš, M. Pravicový extremismus a radikalismus v ČR. 1. vyd. Brno : Barrister & Principal Centrum strategických studií, 2003. 655 s. ISBN 80-86598-45-4
- Kopeček L., Mareš M., Pečínka P. i Strmiska M.: Etnické a regionální strany v ČR po roce 1989. 1. vyd. Brno : Centrum pro studium demokracie a kultury (CDK), 2003, 240 s. ISBN 80-7325-026-8
- Mareš, M. – Smolík, J.. – Suchánek, M. (2004): Fotbaloví chuligáni : evropská dimenze subkultury, Brno: Centrum strategických studií a Barrister & Principal.
- Mareš, Miroslav. Ekoterorismus v České republice. Rexter – časopis pro výzkum radikalismu, extremismu a terorismu, Brno : Centrum strategických studií, 2, 1, od s. 1-40, 40 s. ISSN 1214-7737. 2004
- Kopeček L., Mareš M., Pečínka P. i Stýskalíková V.: Etnické menšiny a česká politika. Analýza stranických přístupů k etnické a imigrační poliice po roce 1989 Brno : Centrum pro studium demokracie a kultury (CDK), 2004, 140 s. ISBN 80-7325-050-0
- Mareš, Miroslav. Nezávislé a „antistranické“ strany a hnutí. In Malíř, Jiří – Marek, Pavel. Politické strany. Vývoj politických stran a hnutí v českých zemích a na Slovensku, 1861-2004. 1. vyd. Brno : Doplněk, 2005. od s. 1653-1665, 12 s. II. díl. ISBN 80-7239-179-8
- Mareš, Miroslav. Terorismus v ČR. 1. vyd. Brno : Centrum strategických studií, 2005. 476 s. CSS 1. ISBN 80-903333-8-9
- Mareš Miroslav. Zbrojní politika Evropské unie, 1. vyd. Brno: Mezinárodní politologický ústav Masarykovy univerzity, 2006, 92 s. ISBN 80-210-4120-X
- Kocmanová M., Mareš M., Musilová H. i Ogrocký J.: Právo a logika, Brno : Barrister & Principal, 2006, ISBN 80-7364-003-1
- Fiala P., Mareš M. i Sokol P. Eurostrany. Politické strany na evropské úrovni, 1. vyd. Brno: Barrister & Principal, 2007, 272 s. ISBN 978-80-87029-05-3
- Martin Bastl, Miroslav Mareš, Josef Smolík, Petra Vejvodová: Krajní pravice a krajní levice v ČR. Praha: Grada Publishing, 2011.
- Mareš, Miroslav. Romský extremismus v ČR? Analýza pojmu a možnosti jeho aplikace. Rexter – časopis pro výzkum radikalismu, extremismu a terorismu, X, 2, s. 1-40, 2012.